# Architecture de la ligne 62 du tramway de Bruxelles
Cette page reprend une partie des bâtiments remarquables se trouvant sur le trajet de la ligne 62 du tramway de Bruxelles.

## Historique
La ligne 62 a été inaugurée le 1er septembre 2011 reliant initialement Bienfaiteurs à Da Vinci, c’était alors la plus petite ligne du réseau de tram, avec 10 arrêts seulement. La ligne passait par l’avenue Rogier, la place Meiser ainsi que le boulevard Léopold III. La ligne a été mise en service notamment pour alléger les embouteillages de la place Meiser. Le 10 mars 2014, la ligne 62 a été prolongée de Bienfaiteurs jusqu’au Cimetière de Jette, reliant donc Cimetière de Jette à Da Vinci en 40 minutes, offrant ainsi une connexion directe entre Schaerbeek et Laeken.
Depuis le 22 avril 2014, elle connecte le haut de la commune de Jette pour arriver dans les quartiers du nord-est de Bruxelles, en partant du cimetière de Jette jusqu’à Eurocontrol, en 45 minutes. La ligne compte 25 points d’arrêts pour une longueur de 10,6 kilomètres. Le tronçon entre Leopold III et Eurocontrol fût construit exclusivement pour cette ligne. Elle a permis de relier le quartier Reine Elisabeth depuis le haut de Schaerbeek.
Dans un premier temps, la ligne de tram 62 passe par la commune de Jette, qui se trouve au nord-ouest de Bruxelles. L’urbanisation de cette commune a commencé au XIXe siècle avec l’extension de la zone urbaine de Bruxelles.
La deuxième commune par laquelle le tram 62 passe est celle de Bruxelles. Avant d’être intégrés à cette commune, ces quartiers faisaient partie de l’ancienne commune de Laeken. La ligne 62 rejoint l’Avenue de la Reine et passe au-dessus du canal qui traverse Bruxelles. Ce canal porte deux noms, à deux endroits différents, le canal de Charleroi et le canal de Willebroeck. Ici, le 62 traverse le coté du canal nommé canal de Willebroeck.
Après avoir traversé la commune de Bruxelles, le 62 arrive sur la commune de Schaerbeek en passant par la place Liedts, pour tourner ensuite dans l’avenue Rogier, ornée de maisons de maîtres. Cette avenue débouche ensuite sur la place Général Meiser. Le 62 passe ensuite par le Boulevard Léopold III où il continuera en ligne droite jusqu’à son terminus, qui se trouve dans les quartiers Bordet de Evere,,.

## Architecture autour de la ligne 62 (Cimetière de Jette - Eurocontrol)

### Ancien institut Paul Henri Spaak, actuelle école primaire Steyls
- 1906[4]

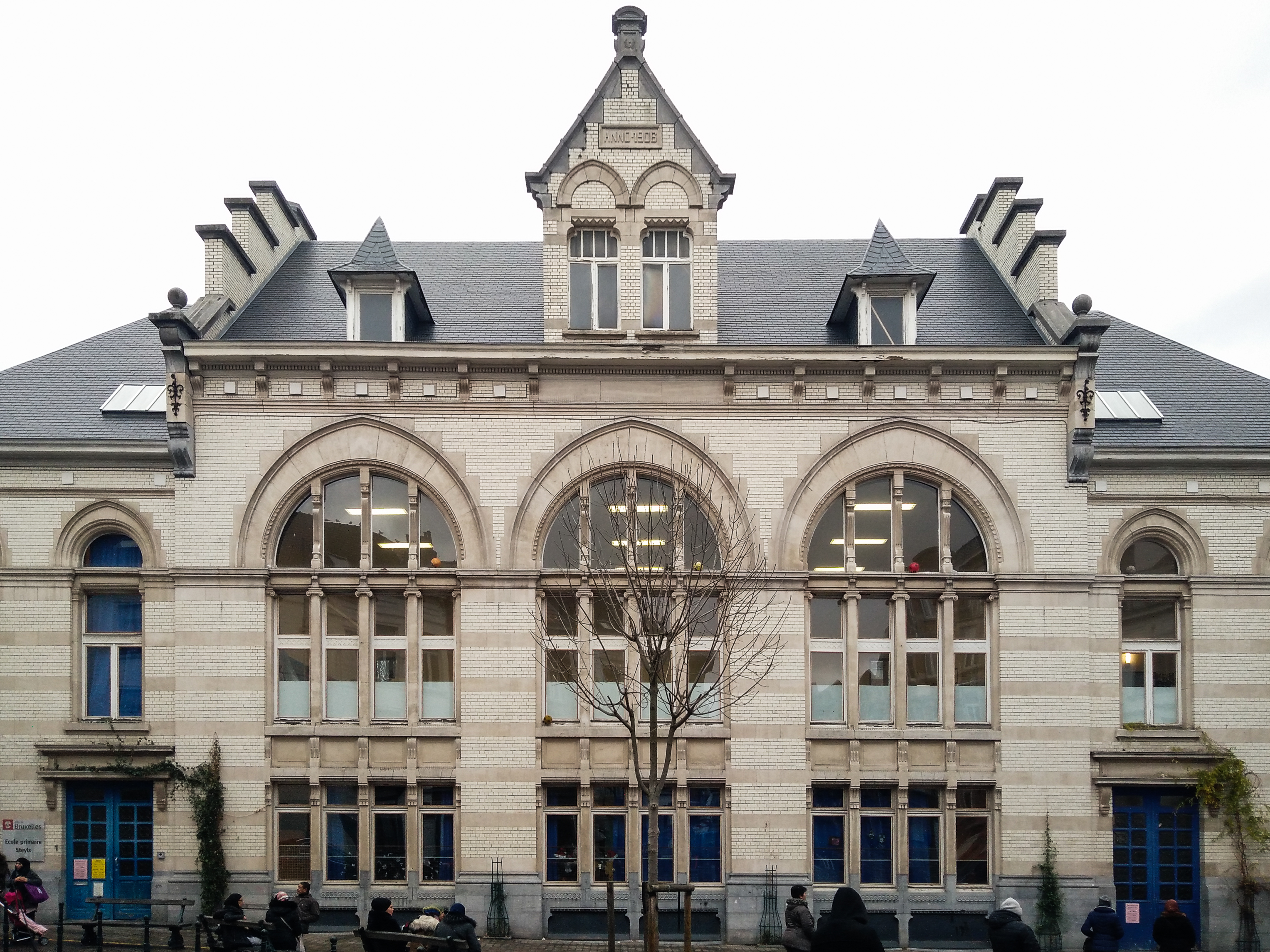

- Rue Steyls 34, 1020 Bruxelles Laeken
- Bâtiment public
- Établissement scolaire

Le bâtiment a été construit en 1906, par l’architecte H. Jacobs (1897-1906). Lors de sa construction, l’école est établie en forme de T. Le bâtiment sur la place (en brique blanche) abritait l’administration et les locaux communs (salle de jeux au rez-de-chaussée et salle de gymnastique à l’étage). Les classes étaient situées dans le bâtiment perpendiculaire (en brique rouge), avec une cour de récréation de chaque côté; une pour les filles et une pour les garçons.
Aujourd’hui, l’ensemble de la construction est en forme de H et est donc composé de deux façades à rue. L’une en briques rouges et l’autre en briques blanches, toutes les deux avec un soubassement en pierre bleue.
En 1906, l’ensemble de la construction était composé de deux établissements. L’école primaire Steyls et un établissement supérieur.
Ce dernier, entièrement réservé aux filles et contenant une section néerlandophone, s’appelait « l’École Professionnelle de Bruxelles II ». On y enseignait essentiellement la couture et l’école changera de nom au fil du temps, pour s’appeler « École des Arts du Vêtement, de la Bonneterie et de la Corseterie ». La section néerlandophone deviendra autonome en 1965. Ensuite, l’école s’ouvre aux garçons en devenant mixte en 1971 et s’ouvre alors une section commerciale en 1972. C’est à cette époque que l’établissement change encore de nom pour s’appeler « Institut Technique de Laeken ». En 1987, l’institut Technique de Laeken a la même direction que l’Institut Commercial Léon Lepage et change donc de nom pour s’appeler « Institut Commercial de Laeken ». C’est vers 1995 que l’appellation que nous connaissons de nos jours est née, l’« Institut Paul-Henri Spaak ».
Aujourd’hui l’institut Paul-Henri Spaak n’occupe plus ce bâtiment. Il se situe sur deux implantations différentes. En effet, l’établissement a déménagé et s’est installé dans un nouveau bâtiment Rue Alfred Stevens et Rue Gustave Demanet. Ce bâtiment est donc, actuellement, uniquement occupé par l’école primaire Steyls.

### Ancien bâtiment de justice de Laeken
- 1907[8]

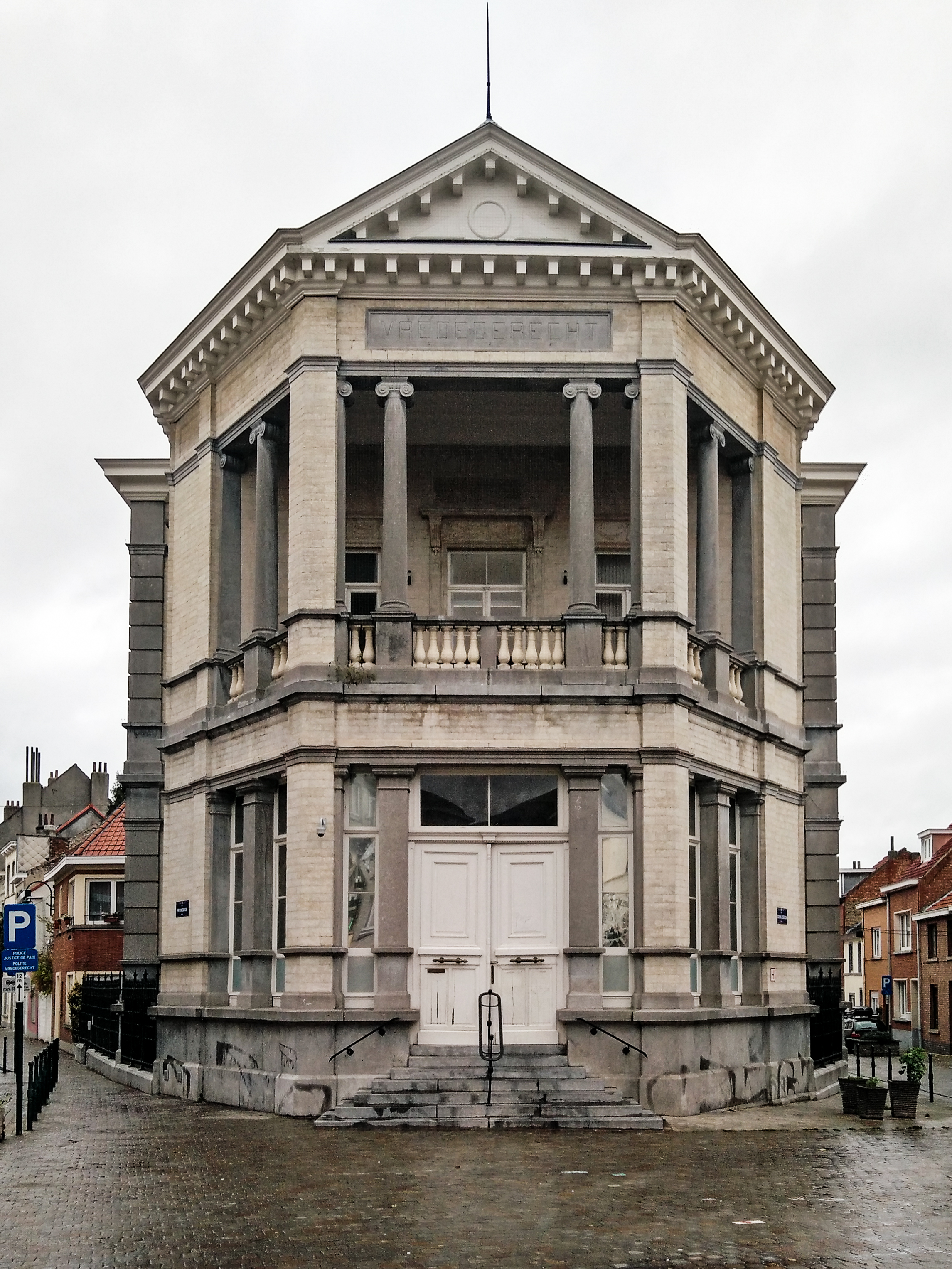
Façade de l'ancien bâtiment de la justice de paix de Laeken

- Rue Fransman 89, 1020 Bruxelles Laeken
- Bâtiment public
- Bâtiment de justice

L’ancien bâtiment de justice de Laeken a été construit par les architectes Vanderhaegen, Lambot et Gillet en 1907. Le bâtiment est construit sur une parcelle d’angle, ce qui permet de valoriser le bâtiment ainsi que les rues avoisinantes. Les trois façades du bâtiment contiennent une inscription rappelant sa fonction : « Justice de paix ».
Son architecture est de style néoclassique, reconnaissable via l’usage d’éléments architecturaux tels que le fronton, l’horizontalité, l’enduit blanc et les colonnes corinthiennes que composent le bâtiment.

### Place Emile Bockstael
- Vers 1900[10]

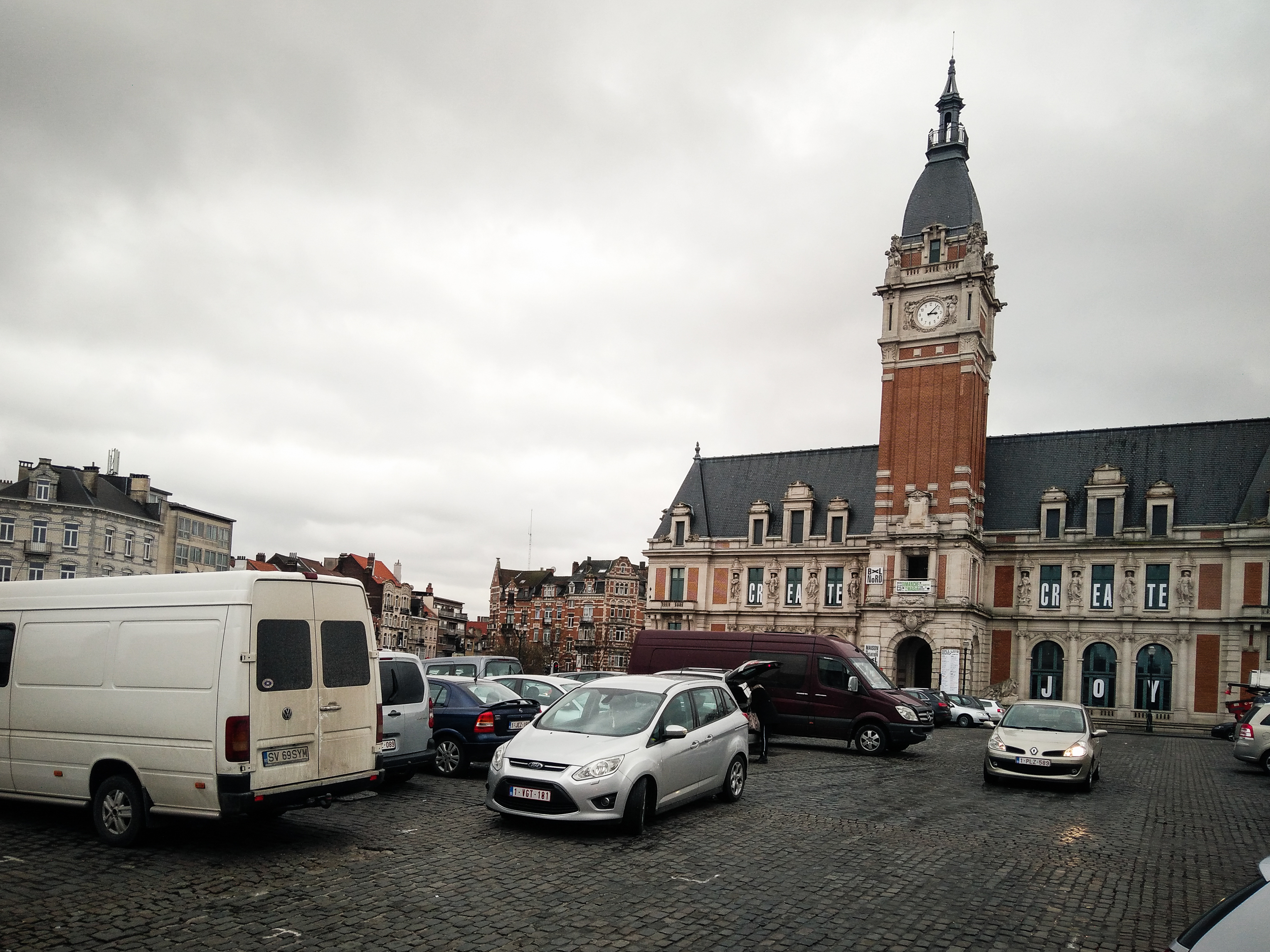

- Place Emile Bockstael, 1020 Bruxelles Laeken
- Place publique
- Place

La place ainsi que le boulevard Émile Bockstael ont été créés à la suite des arrêtés royaux des 18 février 1899 et 5 octobre 1900.
En 1905, les lignes de chemins de fer, se trouvant à l’emplacement de l’actuelle place, doivent être voutées. Cela a été réalisé sous la direction des ingénieurs civils Perraud et Dumas.
Des parapets ont été construits sur les trois côtés de la place mais ils ont aujourd’hui disparu.
La construction de l’hôtel communal de Laeken commence en 1907. Le bâtiment devait être implanté au centre de la place mais est finalement édifié sur le côté Sud de celle-ci. La construction de l’hôtel communal ne sera entièrement achevée qu’en 1920 mais il est utilisé à partir dès 1912.
En 1910, un concours est lancé par la commune, pour l’aménagement des parcelles situées autour de la place. Finalement, c’est l’architecte Charles Thomisse qui gagne le concours et qui aménagera une première parcelle, en style éclectique, avant la 1re Guerre Mondiale. Pour les autres parcelles, il faudra attendre les années 1920 pour qu’elles soient investies, pour la plupart, également par l’architecte Charles Thomisse.
Dès la fin de sa construction, la place était appelée « Place de l’Hôtel Communal » ou encore « Place Communale ». Mais, en 1923, en hommage à l’ingénieur civil Emile Eloi Bockstael, bourgmestre entre 1877 et 1920, la place prend son nom et est donc renommée « Place Émile Bockstael ».
Un kiosque en forme polygonale, sous dôme, est construit peu après la création de la place mais a disparu vers 1930.
En 1963, une dalle est construite au-dessus du chemin de fer, du côté Est de la place, pour la construction d’un supermarché et de son parking.
Pour finir, la station de métro Bosckstael voit le jour, sous la place, en 1983. À la suite de ces travaux, la place a été réaménagée. C’est également à cette époque que deux grands bassins sont construits devant l’hôtel communal.

### Ancien hôtel communal de Laeken
- 1907[12]

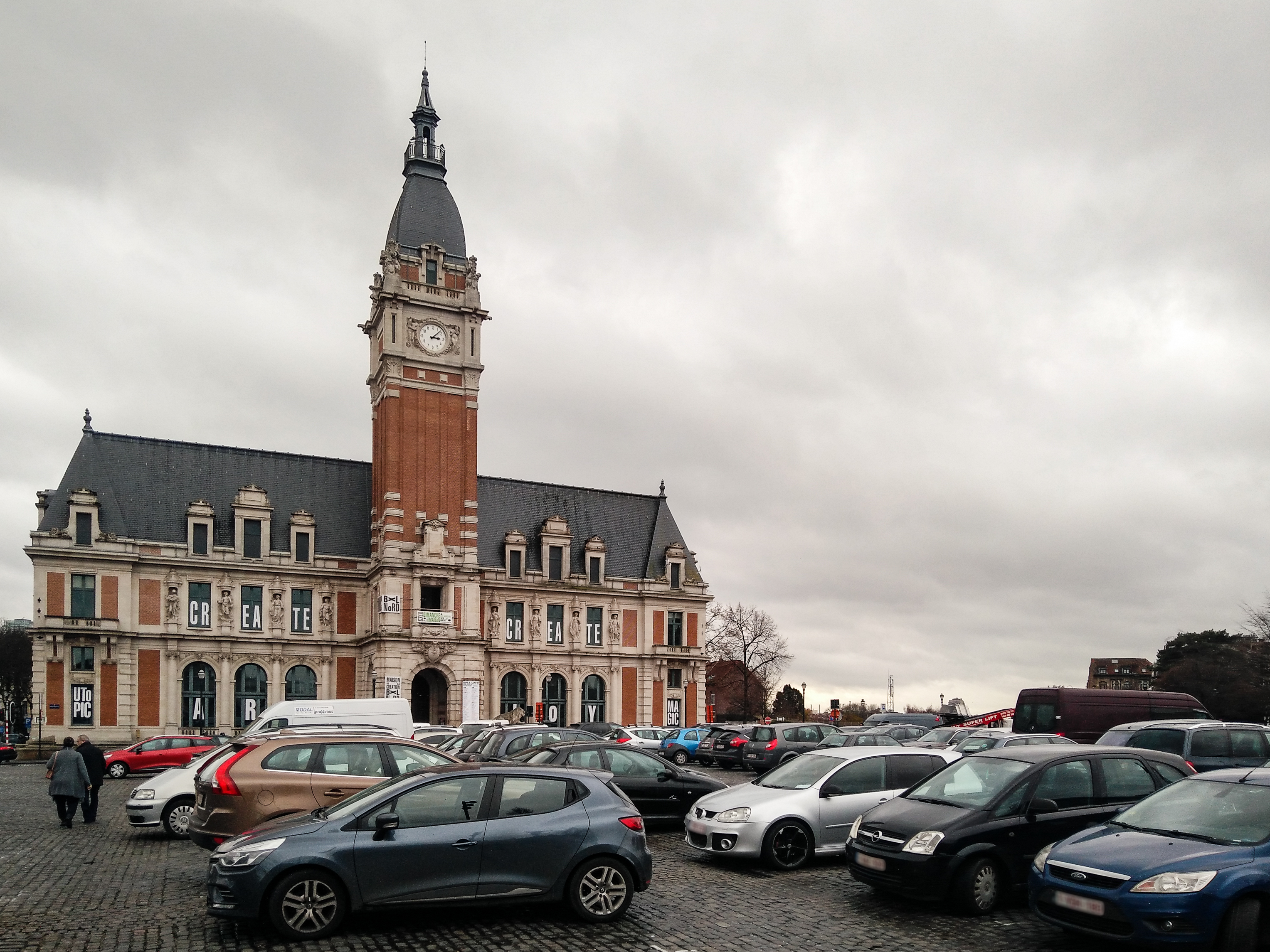

- Place Émile Bockstael, 1020 Bruxelles Laeken
- Bâtiment public
- Hôtel communal

Le projet de la construction d’un hôtel communal sur la place Bosckstael a été entrepris dès 1900. En effet, l’arrêté du 05/10/1900 avait validé l’implantation au centre de la place. Mais, sous l’influence de Léopold II, l’hôtel communal sera construit du côté Sud de la place. Il faudra attendre 1906 pour que la commune lance un concours pour la création de ce bâtiment. Le concours sera remporté en 1907 par les architectes Paul Bonduelle et Charley Gilson.
La construction de l’hôtel communal, qui est de style Néo-Renaissance, débute donc en 1907. Sa construction va influencer l’urbanisation de son quartier environnant.
L’édifice est construit selon un plan en U et est composé d’un corps principal avec, de part et d’autre, deux ailes latérales. En intérieur d’îlot, l’édifice possède deux cours anglaises, séparées par une aile centrale contenant un atrium. Les façades de l’édifice sont construites avec des briques et des pierres blanches d’Euville.
En 1912, le bâtiment entre en fonction et il faudra attendre 1920 pour que les travaux soient complètement finis, la finalisation des travaux relevait principalement des éléments de décoration du bâtiment.
En 1921, la commune de Laeken et la ville de Bruxelles fusionnent, ce qui fait perdre à l’hôtel communal sa fonction. Depuis lors, le bâtiment dispose de services administratifs, d’un département de police et de locaux scolaires, il n’est donc plus utilisé comme hôtel communal,.
En 1980 s’ajoutent des occupations culturelles.
Les façades, les toitures, le corps avant ainsi que l’atrium sont classés au patrimoine de la Belgique depuis 1995.
En 2003, la ville de Bruxelles décide de continuer le projet de réaffectation du bâtiment. Les travaux d’aménagement et de restauration sont donc poursuivis.

### Ancienne caserne de gendarmerie de Laeken
- 1881[16]

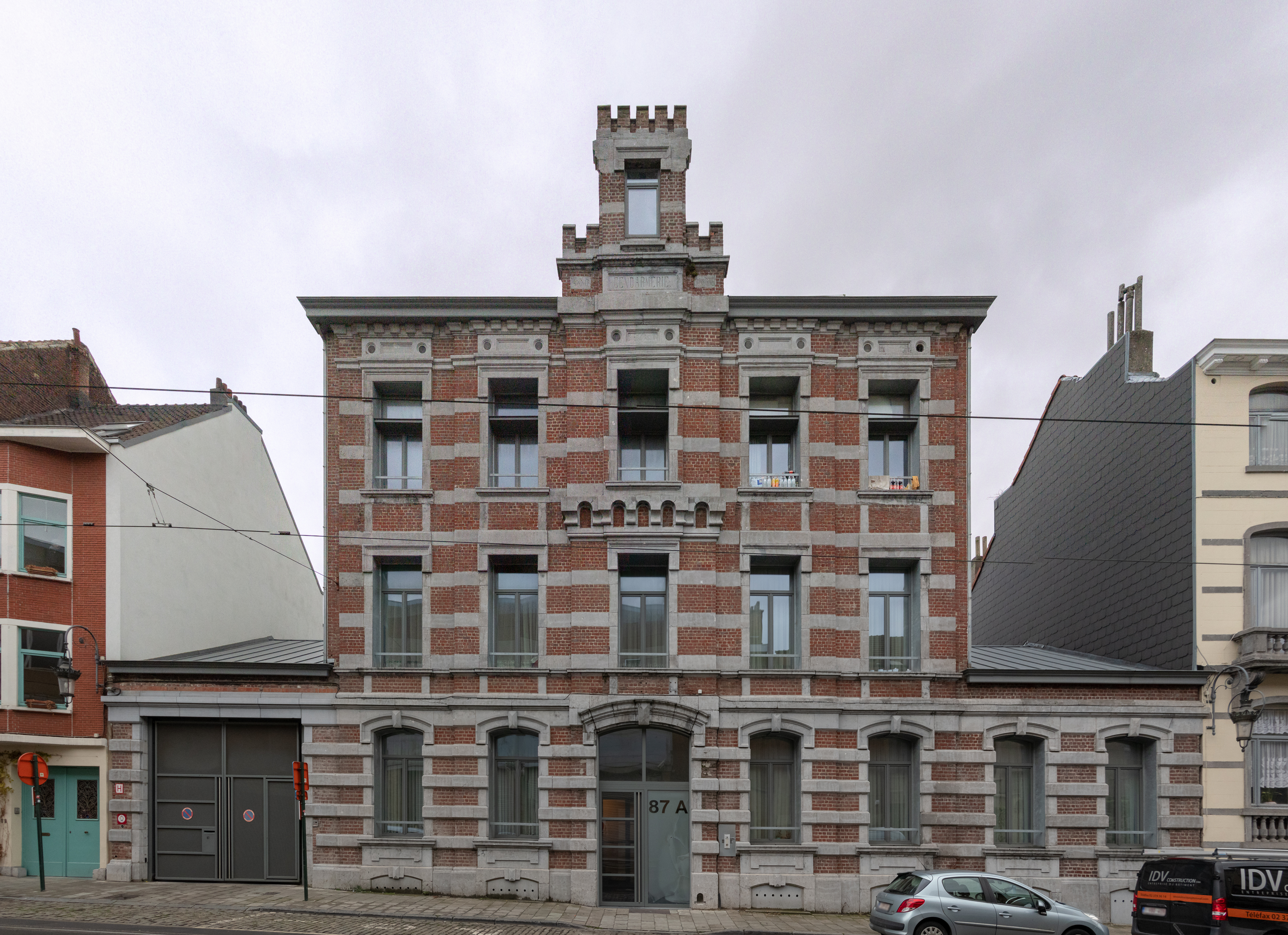

- Rue Stéphanie 87, 1020 Bruxelles Laeken
- Bâtiment public
- Caserne de gendarmerie

Le bâtiment a été construit en 1881, par l’architecte Gustave Hansotte et est de style éclectique.
On peut donc voir, au sommet de la façade avant, les inscriptions « ANNO 1881 » séparées du mot « Gendarmerie ». L’édifice est composé de deux corps, un à l’avant et l’autre à l’arrière. Le corps principal avant, compte trois niveaux sous une toiture à deux versants et est composé de cinq travées. La façade est faite de briques rouges et de pierres bleues.
Le corps arrière, parallèle au premier mais plus large, a une fonction d’écurie. Il est composé de 2 niveaux sous toit à deux versants.
Le bâtiment a été agrandi en 1889 par l’architecte Dumortier, qui construit deux nouvelles annexes, d’un seul niveau, de part et d’autre du corps avant. Les annexes avaient, à l’origine, une fonction de logement, celle de droite étant réservée au Maréchal des Logis.
Vers les années 1980, le corps arrière, qui était une écurie, se voit remplacé par un nouveau bâtiment qui sera utilisé comme bureaux. La façade est faite de briques rouges et de béton.
Aujourd’hui, l’ancienne caserne de gendarmerie de Laeken a subi quelques transformations.

### Église Notre-Dame de Laeken
- 1854[18]

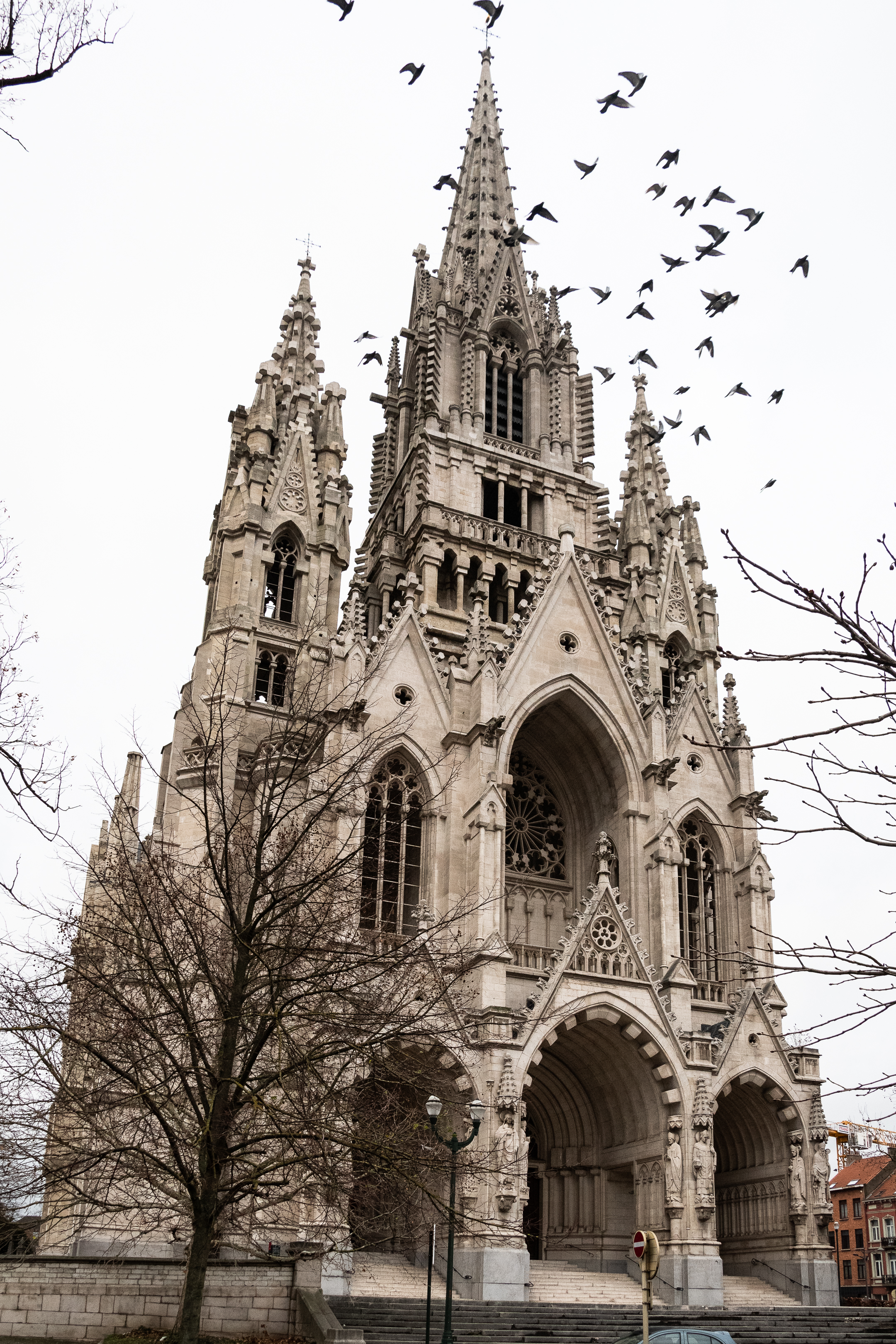

- Parvis Notre Dame 17, 1020 Bruxelles Laeken
- Bâtiment public
- Église

L’église Notre-Dame est citée dès 1117 mais pas sous sa forme actuelle ni à son emplacement.
L’église a été reconstruite vers 1275 puis agrandie et restaurée au cours des siècles passés. Elle sera détruite en 1880 mais le chœur restera intact et sera classé en 1936. Celui-ci se trouve actuellement dans le cimetière de Laeken.
Un concours pour la construction d’une nouvelle église est lancé en 1852, et est remporté par Joseph Poelaert. Les travaux débutent en 1854.
L’église de style néo-gothique à plan basilical que nous connaissons aujourd’hui a été construite à proximité de la première église. Les matériaux utilisés pour sa construction sont des briques à plafonner pour l’intérieur, des pierres bleues pour le soubassement, le sol et les escaliers et de la pierre blanche pour le reste de l’édifice.
L’église a été construite en plusieurs fois. En effet, en 1865, c’est la fin d’une phase de chantier car Joseph Poelaert démissionne. C’est donc Auguste Payen qui prend la suite des travaux et se fait remplacer par Antoine Trappeniers en 1868. La même année, l’avenue de la Reine est construite de façon à mener jusqu’à l’entrée de l’église. Bien qu’inachevée, l’église est inaugurée en 1872, en présence de Léopold II.
C’est ensuite l’architecte Louis de Curte qui reprend la relève des travaux en 1876.
Au courant des XIXe et XXe siècles, l’église subit de nombreuses restaurations et en 1904, l’architecte Heinrich Von Schmidt va créer une nouvelle façade en pierre d’Euville.
La dernière restauration de l’édifice date de 2003-2004, par le bureau d’architecture MA2.
L’église Notre-Dame de Laeken a un statut assez particulier. En effet, c’est la paroisse royale et elle contient la crypte royale. Elle est donc assez privilégiée car elle est l’église la plus proche du palais royal de Laeken et reçoit donc plus de subsides que les autres,.

### Ancienne fabrique de cigarettes Marouf
- 1927[21]

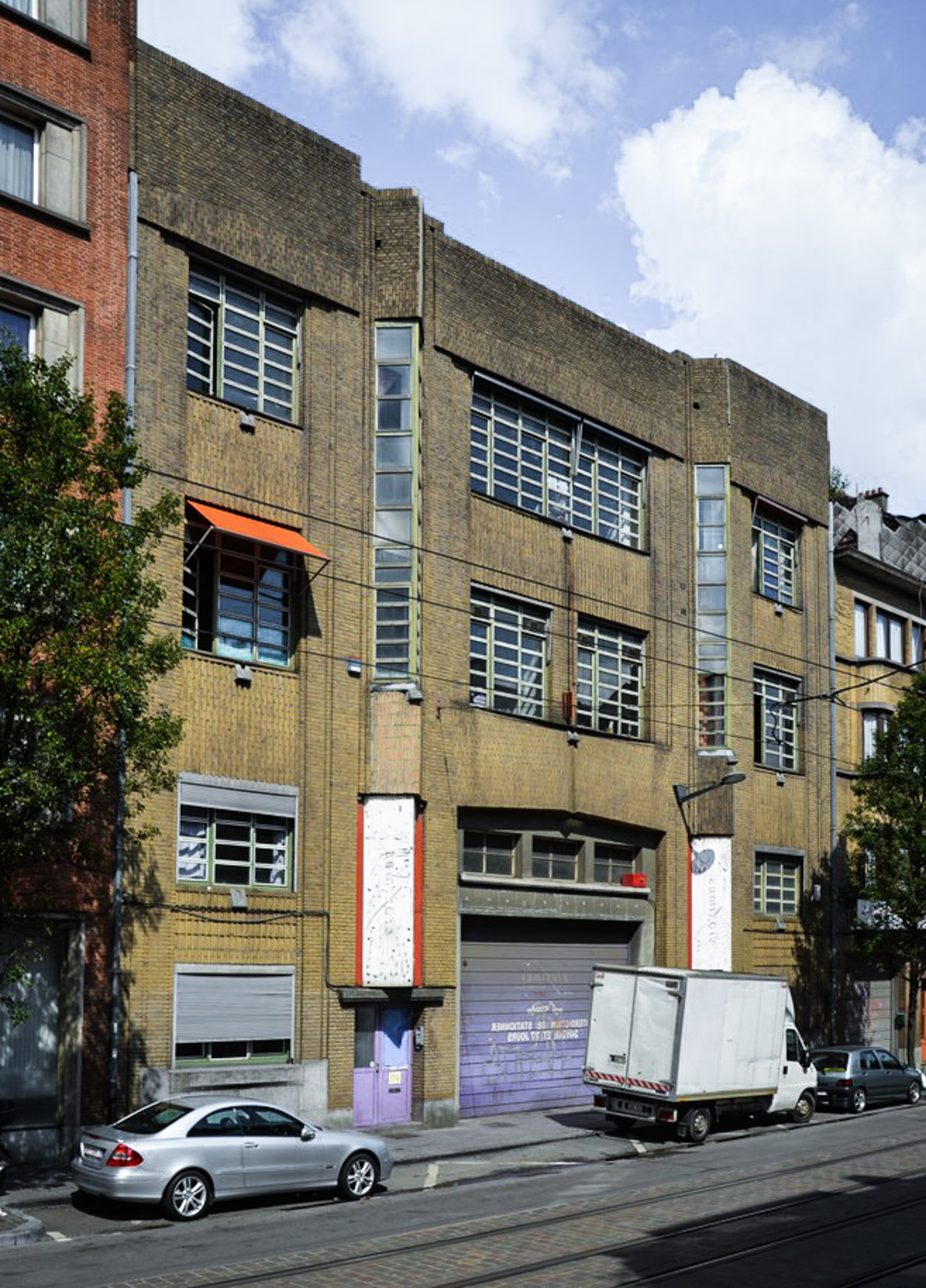

- Avenue de la Reine 21, 1030 Schaerbeek
- Bâtiment privé
- Ancienne usine de cigarette devenue un carwash

L’usine existait déjà en 1918, mais à la suite d'un incendie ayant conduit à sa destruction, elle est reconstruite en 1927 par l’architecte Camille Damman. L’immeuble sera alors de style Art déco.
C’est dans les années 1920 que des Arméniens arrivèrent sur le territoire belge. La fabrique était donc tenue par la communauté arménienne belge, les usines à cigarettes étaient devenues l’activité principale des Arméniens après la Première Guerre mondiale.
C’est également à cette époque que la cigarette prend un essor important, entre les deux Guerres mondiales. C’est alors que les petites entreprises verront leurs parts de marché augmenter et ce jusqu’à l’arrivée des grandes marques de cigarettes internationales qui détrôneront alors les petites usines.
La fabrique cessera ses activités au moment de la Seconde Guerre mondiale.
La fabrique sera rachetée et transformée en 1945 par la RTT, (Régie des Télégraphes et Téléphones) qui y installe ses entrepôts et ses ateliers.
Aujourd’hui, à la place de l’ancienne fabrique, on peut retrouver un sarwash (Silver Car Wash).
L’avenue de la Reine, dans laquelle l’usine s’est implantée, a été édifiée dans les années 1850 à la suite de la mort de la première reine, Louise-Marie d’Orléans. Cette avenue donne une perspective sur l’église Notre-Dame de Laeken depuis le centre-ville, ainsi elle représentait le lien entre la monarchie et la capitale.
Début du XXe siècle déjà, on peut voir les traces de tram sur l’avenue de la Reine, c’était alors le tram 48.

### Square des Bienfaiteurs
- 1907[24]
- Avenue Rogier, 1030 Schaerbeek
- Public

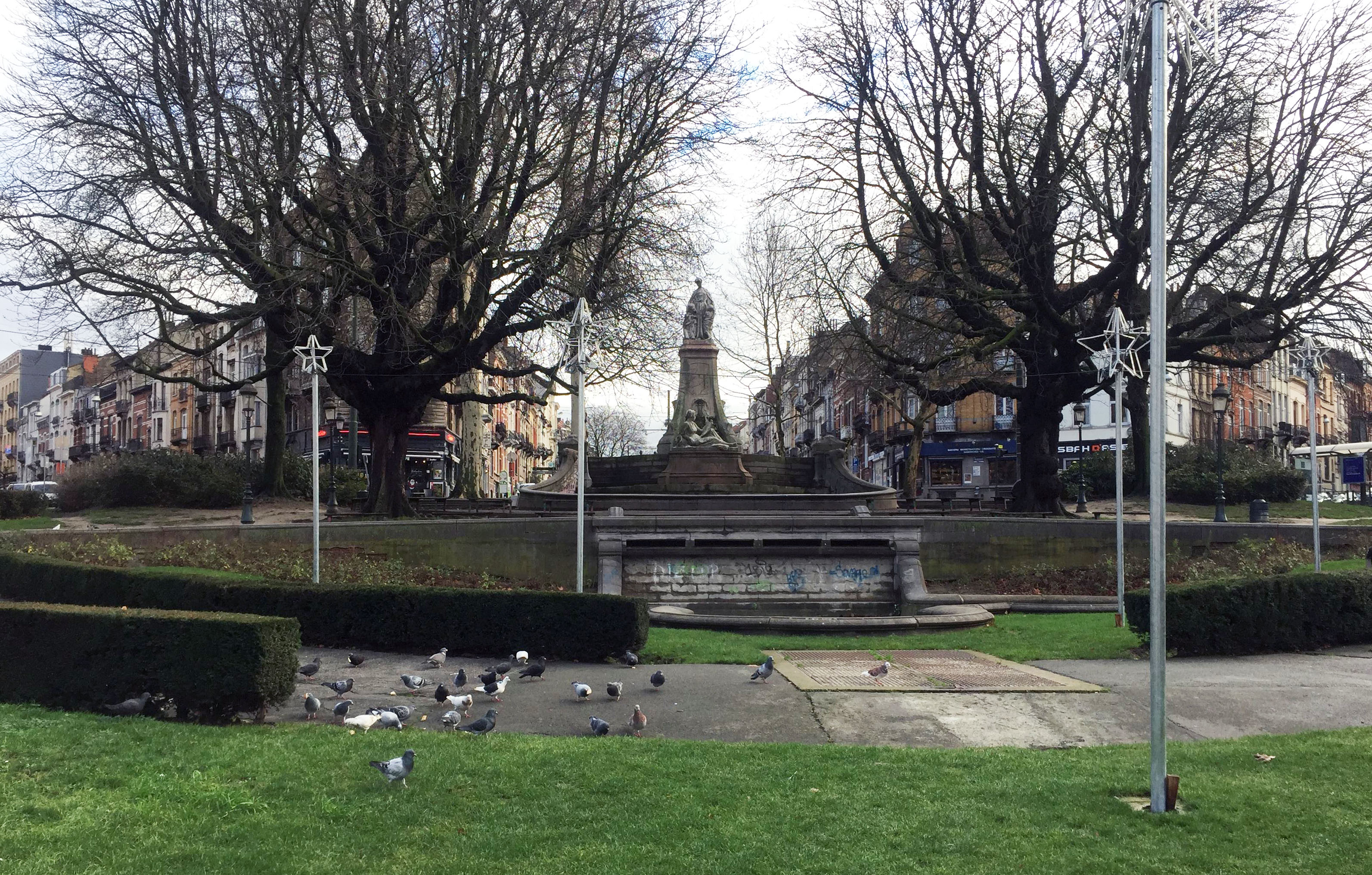

- Monument à la gloire des Bienfaiteurs de Schaerbeek

Le square se trouve sur l’avenue Rogier. Celle-ci est ponctuée de différentes places et squares qui rythment ce grand axe.
En 1895, le square est édifié à la demande de la Commission des Hospices à la commune de Schaerbeek. La demande avait pour but d’ériger un monument à la gloire d’un mécène qui légua une grande somme d’argent pour la construction d’un hospice. Ainsi la commune de Schaerbeek, à la suite de cette demande commémora sur ce square tous les bienfaiteurs de la commune.
La statue au centre du square, est l’œuvre du sculpteur Godefroid Devreese, le monument représente « la charité ». Le thème «la Charité» fait partie d’une des trois vertus théologales qui suit les préceptes chrétiens avec la Foi et l’Espérance.
On doit l’aménagement de la place à l’architecte de jardin Edmond Galoppin (également connu pour les plans du parc Josaphat).
Le square des Bienfaiteurs est inauguré en 1907.
Les façades de maisons qui bordent la place sont majoritairement des habitations bourgeoises de type éclectique bâties au début du XXe S.

### Église Sainte-Thèrese d’Avila
- 1932[27]

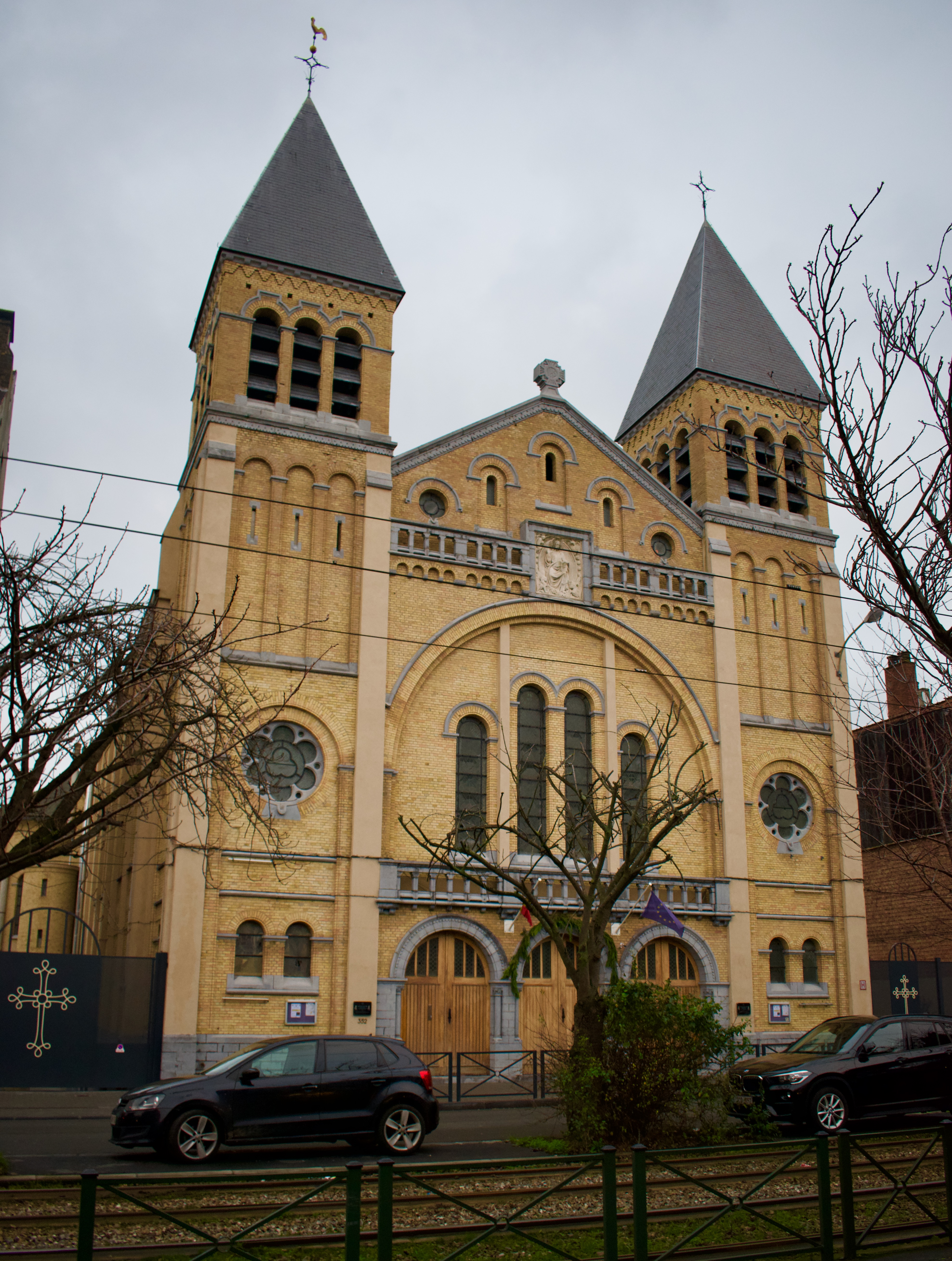

- Avenue Rogier 352, 1030 Schaerbeek
- Bâtiment public
- Édifice religieux

L’église Sainte-Thérèse d’Avila est une église de style néo-roman. Elle se trouve sur l’avenue Rogier et est située entre la place Meiser et le square des Bienfaiteurs.
Elle fut construite en 1932 selon les plans de l’architecte j. Coomans.
En 1905 déjà une église est fondée dans le quartier Dailly, elle est alors dédiée aux Saintes Thérèse d’Avila et Alice. Cependant, celle-ci s’avéra vite beaucoup trop petite pour accueillir tous les paroissiens du quartier.
C’est alors qu’une nouvelle église sera édifiée quelques années plus tard et dédiée à Sainte-Thérèse d’Avila.
Pour l'histoire, Thérèse d'Avila était une religieuse espagnole qui a marqué la religion catholique du fait de son expérience spirituelle qu’elle raconte dans plusieurs de ses ouvrages. Elle aurait vécu l’expérience mystique de la Transverbération (un ange lui aurait tranché le cœur à plusieurs reprises lui procurant un sentiment de plénitude, embrassée par l’amour de Dieu).
L’église présente, en façade, deux tours carrées. Elle possède une nef à trois travées, un transept à absides semi- circulaires et un chœur dans le même plan.
À l’intérieur, les murs sont sobres, peints en blanc et le sol est rythmé par 2 marbres différents, un noir et un blanc.

### Place Général Meiser
- 1907[30]
- Place Meiser, 1030 Schaerbeek
- Public
- Place publique

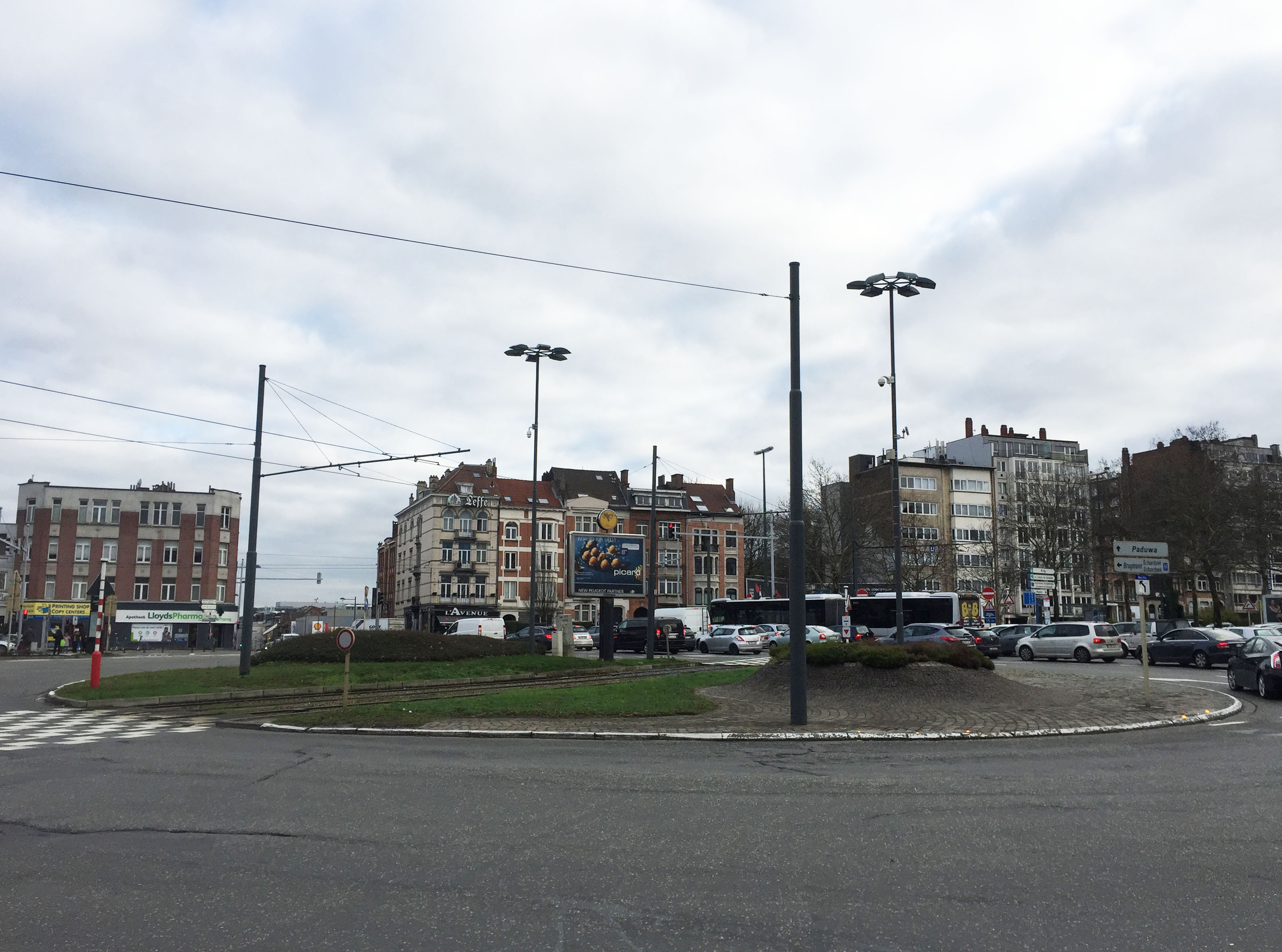

La place Général Meiser située sur la commune de Schaerbeek, est l’un des carrefours les plus importants de Bruxelles. Elle permet de rejoindre la Grande Ceinture de Bruxelles et la Chaussée de Louvain.
La place est traversée par de nombreuses lignes de transport en commun, on retrouve déjà un tracé de ligne de tram dans les années 30.
La place fut construite entre les quartiers de Linthout et la vallée de Josaphat. Le plan initial de la place contenait deux petits ronds-points et deux terre-pleins rectangulaires mis en place seulement en 1912. Le rond-point tel qu’on le connait aujourd’hui date de 1952, à la suite de l’augmentation des véhicules en ville. Ce schéma permettait de fluidifier le trafic.
La première construction après l’apparition de la place voit le jour en 1922, elle présentait des prescriptions propres à l’îlot en lui conférant « le caractère de parc habité avec maison d’agrément ».
Les autres parcelles qui entourent la place seront, elles, bâties d’immeubles à appartements, le premier construit en 1924. Les autres verront le jour un peu plus tard dans les années 30 à 50.

### Quartier Germinal
- 1949[32]

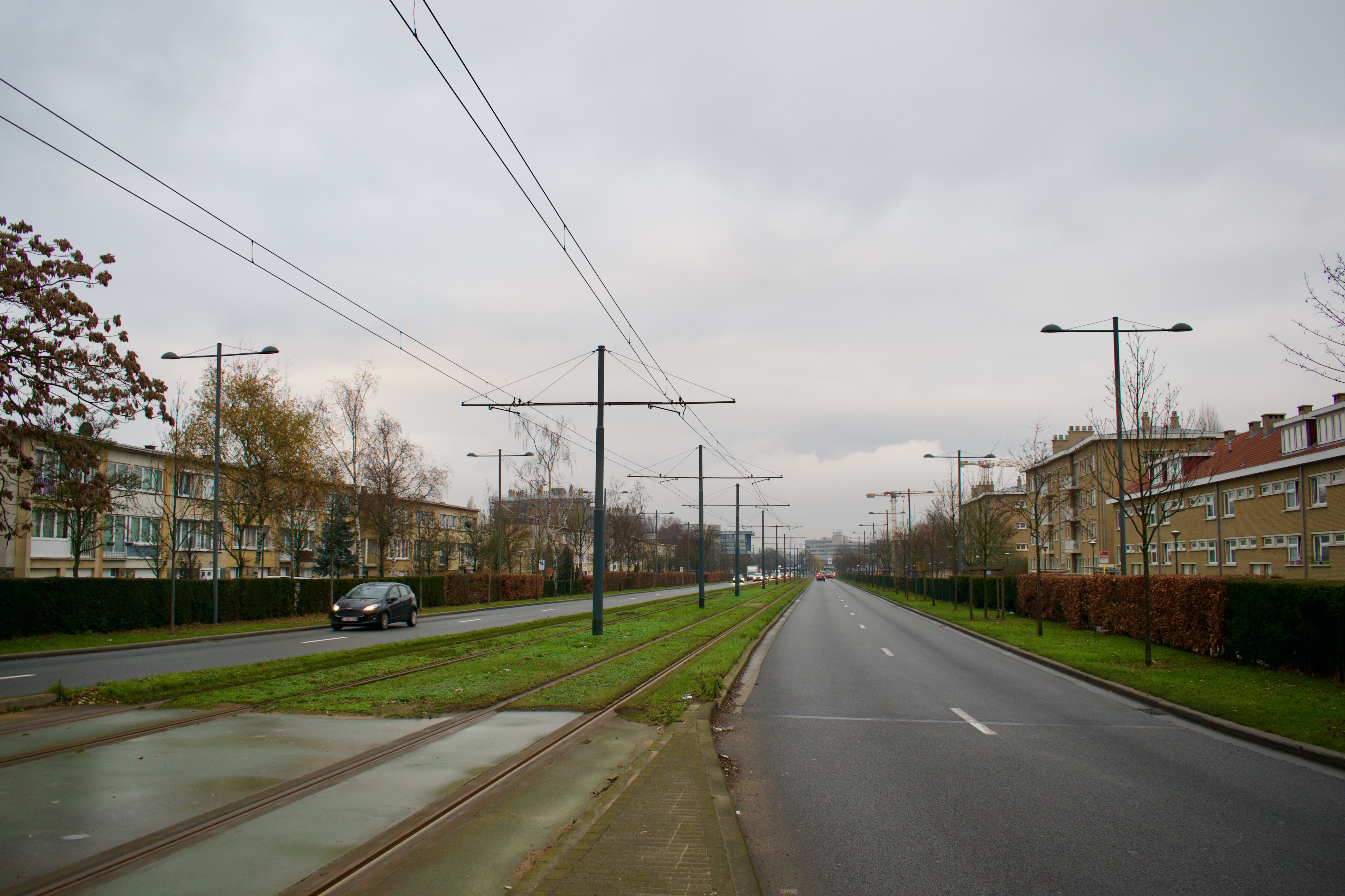

- Avenue Constant Permeke / Avenue de l'Impressionnisme, 1140 Evere
- Bâtiments privés
- Cité sociale

Le quartier Germinal a vu le jour grâce à une coopérative de locataires, membres de personnel de la SABENA. L’ensemble des logements avait pour but de rapprocher les employés de leur lieu de travail, ainsi le quartier se développa à proximité de l’aéroport de Bruxelles.
La Sabena était la Société Anonyme Belge d’Exploitation de la Navigation Aérienne, elle vit le jour en 1923 et fut en faillite en 2001. La Société naît de l’envie de la création de lignes commerciales entre l’Europe et l’Afrique. La Sabena assurait initialement la liaison entre la Belgique et le Congo belge. Après la Seconde Guerre mondiale, la Société continue d’étendre son réseau alors qu’elle connait déjà des problèmes de rentabilité.
Le but de ce quartier était de permettre aux travailleurs de se loger à prix acceptable tout en étant propriétaires collectifs et locataires individuels. La cité fut construite en 1949 par l’architecte Maxime Brunfaut (déjà responsable de plusieurs bâtiments de la Sabena), sa position n’est pas due au hasard puisqu’elle fut placée entre le boulevard Léopold III et la ligne de chemin de fer.
Le boulevard Léopold III devait à l’origine être une autoroute reliant les grands boulevards de la ville à Zaventem. Pour ce faire, l’acquisition de terres agricoles fut nécessaire à sa réalisation. C’est pourquoi des immeubles d’habitations et des logements furent construits sur ces terrains tout autour de ce qui devait devenir le futur boulevard.
Aujourd’hui, l’ensemble comporte au total plus de 797 logements sociaux.